# Martín Torino Tezanos Pinto
Martín Torino Tezanos Pinto fue un destacado jurisconsulto y empresario minero salteño.

## Biografía
Martín Torino Tezanos Pinto nació en la ciudad de Salta el 7 de noviembre de 1871, hijo de Martín Torino, funcionario y político salteño que llegó a desempeñarse como gobernador de la provincia de Jujuy, y su segunda esposa Isolina Tezanos Pinto Beéche.
En 1896 se graduó de doctor en jurisprudencia en la facultad de derecho de la Universidad de Buenos Aires con una tesis sobre Extradición.
El 12 de octubre de 1898, durante la segunda presidencia de Julio Argentino Roca, se creó el Ministerio de Agricultura y Ganadería de la Nación siendo designado como su primer responsable el ingeniero Emilio Frers, quien nombró a Martín Torino como subsecretario de la cartera.
Reemplazado Frers, sus sucesores Martín García Merou, Exequiel Ramos Mexía y Wenceslao Escalante lo mantuvieron en el puesto hasta 1904. 
Especializó en derecho de minas y geología, fundó con Octavio Sergio Pico, Horacio Beccar Varela y Juan Grierson la primera Compañía Argentina de Comodoro Rivadavia, dedicada a la explotación del petróleo, cuyo técnico fue el ingeniero Alfredo Hermitte.
Su especialización le permitió también presentar un Anteproyecto de enmienda y modificación del Código de Minería y ser designado por el gobierno nacional para tratar asuntos mineros, representando también a la nación en el juicio de reivindicación de la posesión y desalojo de las tierras de la Chacarita. Habiendo obtenido sentencia favorable, le fue ofrecido el cargo de Director de Tierras y Colonias, lo que declinó aceptar.
Falleció en la ciudad de Buenos Aires el 23 de junio de 1918.